# Петровка (Моршанский район)
Петро́вка — деревня в Моршанском районе Тамбовской области России. Входит в состав Екатериновского сельсовета.

## География
Деревня находится в северной части области, в лесостепной зоне, в пределах Окско-Донской низменной равнины, вблизи истока реки Пячка, на расстоянии примерно 23 км (по прямой) к северо-западу от Моршанска, административного центра района. Абсолютная высота — 159 м над уровнем моря.

### Климат
Климат умеренно континентальный, относительно сухой, с холодной продолжительной зимой и тёплым летом. Средняя температура воздуха самого холодного месяца (января) — −11,3 °C (абсолютный минимум — −43 °C); самого тёплого месяца (июля) — 19,7 °C (абсолютный максимум — 39 °С). Период с положительной температурой выше 10 °C длится 145 дней. Среднегодовое количество атмосферных осадков составляет около 547 мм. Продолжительность залегания снежного покрова составляет в среднем 138 дней.

### Часовой пояс
Деревня Петровка, как и вся Тамбовская область, находится в часовой зоне МСК (московское время). Смещение применяемого времени относительно UTC составляет +3:00.

## Население
| 1862 | 1911  | 2002 | 2010 |
| ---- | ----- | ---- | ---- |
| 746  | ↗1236 | ↘137 | ↘123 |

### Половой состав
По данным Центрального статистического комитета Министерства внутренних дел в 1862 году в гендерной структуре населения мужчины составляли 48,2 %, женщины — соответственно 51,8 %.
По данным историко-статистического описания Тамбовской епархии от 1911 года: мужчины 48,3 %, женщины — соответственно 51,7 %.
По данным Всероссийской переписи населения 2010 года мужчины составляли 45,5 %, женщины —  54,5 %.

### Национальный состав
Согласно результатам переписи 2002 года, в национальной структуре населения русские составляли 100 % из 137 чел.